# Lochmaeus exsanguis
Lochmaeus exsanguis är en fjärilsart som beskrevs av Dyar 1906. Lochmaeus exsanguis ingår i släktet Lochmaeus och familjen tandspinnare. Inga underarter finns listade i Catalogue of Life.